# Frigemo
Die Frigemo AG mit Sitz in Bern ist ein Schweizer Nahrungsmittelhersteller. Das zur Fenaco-Gruppe gehörende Unternehmen produziert und vermarktet für die Gastronomie und den Detailhandel sowohl Frisch- wie auch Kühl- und Tiefkühlprodukte. Das Produktsortiment umfasst Kartoffelprodukte, Pasta und Fertiggerichte, Eier, Gemüse, Früchte und Salate sowie Fingerfood.
Frigemo ist in der Schweiz Marktführer in der Herstellung von gekühlten und tiefgekühlten Kartoffelprodukten sowie eines der grössten Eierhandelsunternehmen.
Die Frigemo-Gruppe umfasst nebst der Frigemo AG mit Produktionsstätten in Cressier (NE), Bern, Märstetten, Mellingen und Zollikofen auch sieben regionale Handelsunternehmen, welche den wichtigsten Absatzkanal des Unternehmens bilden. Die Unternehmensgruppe beschäftigt insgesamt 850 Mitarbeiter und erwirtschaftete 2008 einen Umsatz von 450 Millionen Schweizer Franken. Kernstück bildet hierbei die Frigemo AG mit 600 Mitarbeitern und einem Umsatz von 300 Millionen Franken.

## Geschichte
1943 wurde die CISAC SA im neuenburgischen Cressier gegründet und stellte zunächst Futterflocken her. 1949 wurde die CISAC SA von VLG Bern übernommen. 1961 wurde die Produktion von Nahrungsmitteln aus Kartoffeln aufgenommen; Knorr lancierte mit Stocki ein Instant-Kartoffelpüree, welches bis heute durch Frigemo produziert wird. 1966 wurden vorfrittierte Pommes frites lanciert. Mit einer Beteiligung von je 50 % haben VOLG und VLG Bern 1974 die FRIGEMO AG mit Sitz in Cressier gegründet und es kamen Tiefkühlgemüse und Pasta hinzu; durch Beteiligung an den Firmen Haller AG in Mellingen (Tiefkühlgemüse) und Caprez-Danuser AG in Chur (Tiefkühl- und Trockenteigwaren). Die beiden Firmen wurden 1946 bzw. 1841 gegründet. Seit 1976 ist Frigemo exklusiver Pommes-frites-Lieferant von McDonald’s Schweiz.
Durch den Zusammenschluss landwirtschaftlicher Genossenschaftsverbände entstand Ende 1993 die Fenaco, unter deren Dach das mittlerweile unter dem Namen Frigemo firmierende Unternehmen neu mit Sitz in Bern eingebunden wurde. Ab der zweiten Hälfte der 1990er-Jahre wurden verschiedene Nahrungsmittelhändler sowie 2003 mit EiCO AG, mit Standorten in Bern und Märstetten, einer der grössten Eierhändler der Schweiz übernommen. Infolge der Fusion mit der EiCO AG wurde die Frigemo SA mit Sitz in Cressier gelöscht, die EiCO AG wiederum in Frigemo AG umbenannt. 2005 wurde das Verkaufsteam der Lusso-Glacen in das Verkaufsteam von Gourmador mit Sitz in Zollikofen integriert, sowie das Tiefkühlgeschäft der Unilever Schweiz GmbH mit Sitz in Thayngen übernommen. Im Jahr 2000 die Lizenz der Marke McCain für die gesamte Schweiz. 2006 wurde der Produktionsbetrieb in Weinfelden geschlossen und somit die gesamte Kartoffelproduktion nach Cressier verlagert. 2013 wurde in Zollikofen ein neues Tiefkühllager mit Platz für rund 1000 Paletten in Betrieb genommen.
Ab 1. Januar 2017 wurde das Unternehmen von Beat Wittmer geleitet. 2018 wurde in Payerne eine neue Kartoffellagerhalle in Betrieb genommen, die bisherige in Bargen wird nun für Karotten genutzt. Per 1. Januar 2019 wurden Culturefood (CFD SA) mit Sitz in Freiburg und Berger SA mit Sitz in Marly übernommen. Die Berger SA wurde per 1. Januar 2022 mit der Frigemo AG fusioniert. Auch wurde die Krenger FGT AG aus Uetendorf übernommen, welche nach der Fusion mit der Frigemo AG gelöscht wurde. Infolge der COVID-19-Pandemie ist 2020 die Nachfrage nach Pommes frites zusammengebrochen, so dass die Landwirte 2021 weniger produzieren können.